# Oussolie-Sibirskoïe
Oussolie-Sibirskoïe (en russe : Усолье-Сибирское) est une ville de l'oblast d'Irkoutsk, en Russie. Sa population s'élevait à 75 062 habitants en 2021.

## Géographie
Oussolie-Sibirskoïe est située dans le sud de la Sibérie, à 27 km au nord-ouest d'Angarsk, à 61 km au nord-ouest d'Irkoutsk et à 4 140 km à l'est de Moscou. La ville est bâtie sur la rive gauche de l'Angara.

## Histoire
Du sel est extrait à Oussolie-Sibirskoïe depuis 1669, c'est-à-dire depuis sa fondation. Oussolie-Sibirskoïe a le statut de ville depuis 1925 et elle est le premier fournisseur de sel de Russie depuis 1956.
De 1947 à 1953, près de la ville il y avait un camp qui faisait partie du système du Goulag.

## Population
Recensements ou estimations de la population
| 1897* | 1926* | 1939*  | 1959*  | 1970*  | 1979*   |
| ----- | ----- | ------ | ------ | ------ | ------- |
| 3 000 | 8 000 | 19 909 | 48 494 | 86 747 | 103 036 |

| 1989*   | 2002*  | 2010*  | 2012   | 2013   | 2014   |
| ------- | ------ | ------ | ------ | ------ | ------ |
| 106 496 | 90 161 | 83 327 | 82 338 | 81 385 | 80 331 |

| 2015   | 2016   | 2017   | 2018   | 2019   | 2020   |
| ------ | ------ | ------ | ------ | ------ | ------ |
| 79 363 | 78 569 | 77 989 | 77 407 | 76 846 | 76 047 |

| 2021   | - | - | - | - | - |
| ------ | - | - | - | - | - |
| 75 062 | - | - | - | - | - |

## Économie
Outre l'exploitation du sel, la ville possède également des industries chimiques. L'entreprise OussoliéKhimprom (УсольеХимпром) est un complexe chimique employant 7 000 salariés. Elle fait partie du groupe Nitol.

## Transports
Oussolie-Sibirskoïe se trouve sur le chemin de fer Transsibérien, au kilomètre 5118 depuis Moscou.